# یواس‌اس رنشاو (دی‌دی-۱۷۶)
یواس‌اس رنشاو (دی‌دی-۱۷۶) (به انگلیسی: USS Renshaw (DD-176)) یک کشتی بود که طول آن ۳۱۴ فوت ۴ اینچ (۹۵٫۸۱ متر) بود. این کشتی در سال ۱۹۱۸ ساخته شد.